# Марри-Хилл (Манхэттен)
Ма́рри-Хи́лл (англ. Murray Hill) — квартал в районе Ист-Сайд в боро Манхэттен, Нью-Йорк, США. Он расположен между 34-й и 40-й улицами и между Мэдисон-авеню и проливом Ист-Ривер. К западу от района расположен Швейный квартал, к северу — район Тюдор-сити, на юге от Марри-Хилла находится район Кипс-Бей. Квартал находится под юрисдикцией 6-го общественного совета Манхэттена.

## История
Своё название квартал получил по фамилии предприимчивого ирландского купца Роберта Марри (англ., 1721—1786). В 1762 году он арендовал на Манхэттене участок общей площадью в 25 акров. С юга на север он простирался между нынешними 33-й и 38/39-й улицами; его южная оконечность была относительно узкой, а с севера участок простирался от Лексингтон- до Пятой и Мэдисон-авеню. В те годы это была самая окраина города. Марри разбил ферму и возвёл особняк Инкленберг (англ. Inclenberg). Дом был построен на холме на пересечении нынешних Парк-авеню и 36-й улицы. По нему квартал и получил название Марри-Хилл (дословно — «Холм Марри»).
В 1808 году вследствие закона об эмбарго множество докеров осталось не у дел. В рамках новаторской программы охраны труда они были призваны на работы по выравниванию холма. В результате было срыто от 6 до 12 метров грунта, впоследствии использованного под насыпи.
В 1833 году в районе началась прокладка железной дороги. Движение по ней было открыто 1 мая 1834 года. В 1850 году под холмом был прорыт железнодорожный тоннель Парк-Авеню (англ.). С 1937 года он является автомобильным. К концу XIX столетия на Пятой и Мэдисон-авеню в квартале появились фешенебельные особняки, в которых селились зажиточные горожане.
С конца 1990-х годов квартал начал активно заселяться яппи.
Ныне в Марри-Хилле расположены офисы крупных корпораций. Среди них — штаб-квартира компании L-3 Communications, ключевые офисы компаний Sumitomo Corporation и China Airlines.
До 1975 года в здании 633 на Третьей авеню была расположена штаб-квартира одного из крупнейших авиаперевозчиков American Airlines. В 1978 году корпорация анонсировала переезд в Форт-Уэрт, что привело к сокращению 1300 рабочих мест. Мэр Нью-Йорка Эд Коч охарактеризовал переезд как «предательство» города.
Благодаря близости к штаб-квартире ООН в районе расположено множество консульств и посольств.

## Население
По данным на 2009 год, численность населения квартала составляла 22 167 жителей. Средняя плотность населения составляла около 26 185 чел./км², превышая среднюю плотность населения по Нью-Йорку в 2,5 раза. В расовом соотношении основную долю составляли белые. Средний доход на домашнее хозяйство почти в 2 раза превышал средний показатель по городу: $99 685.

## Общественный транспорт
В районе расположена станция метро 33-я улица линии Лексингтон-авеню, Ай-ар-ти Нью-Йоркского метрополитена. По состоянию на июнь 2013 года в Марри-Хилле действовали автобусные маршруты M1, M2, M3, M4, M15, M3, M34A, M101, M102 и M103.